# Liste der olympischen Medaillengewinner aus Jamaika
Die Jamaica Olympic Association wurde 1936 gegründet. Seit 1948 nehmen Sportler aus Jamaika an Olympischen Spielen teil. 1960 starteten die Jamaikaner für das Team der Westindischen Föderation.

## Medaillenbilanz
Bislang konnten Sportler aus Jamaika 94 olympische Medaillen erkämpfen (27 × Gold, 39 × Silber und 28 × Bronze). 93 der Medaillen wurden in der Leichtathletik gewonnen, 85 davon in Sprint- und Hürdenlauf-Disziplinen, zwei im 800-Meter-Lauf, vier im Sprung und zwei im Wurf.
2008 wurden im 100-Meter-Finale der Damen zwei Silbermedaillen vergeben, da Sherone Simpson und Kerron Stewart zeitgleich ins Ziel kamen.
| Jamaika bei den Olympischen Sommerspielen                                          | Jamaika bei den Olympischen Sommerspielen | Jamaika bei den Olympischen Sommerspielen | Jamaika bei den Olympischen Sommerspielen | Jamaika bei den Olympischen Sommerspielen | Jamaika bei den Olympischen Sommerspielen |      | Jamaika bei den Olympischen Winterspielen | Jamaika bei den Olympischen Winterspielen | Jamaika bei den Olympischen Winterspielen | Jamaika bei den Olympischen Winterspielen | Jamaika bei den Olympischen Winterspielen | Jamaika bei den Olympischen Winterspielen |
| Jahr                                                                               | Gold                                      | Silber                                    | Bronze                                    | Gesamt                                    | Rang                                      | Jahr | Gold                                      | Silber                                    | Bronze                                    | Gesamt                                    | Rang                                      |                                           |
| 1948                                                                               | 1                                         | 2                                         | 0                                         | 3                                         | 20                                        |      | 1948                                      | –                                         | –                                         | –                                         | –                                         | –                                         |
| 1952                                                                               | 2                                         | 3                                         | 0                                         | 5                                         | 13                                        |      | 1952                                      | –                                         | –                                         | –                                         | –                                         | –                                         |
| 1956                                                                               | 0                                         | 0                                         | 0                                         | 0                                         |                                           |      | 1956                                      | –                                         | –                                         | –                                         | –                                         | –                                         |
| 1960                                                                               | –                                         | –                                         | –                                         | –                                         | –                                         |      | 1960                                      | –                                         | –                                         | –                                         | –                                         | –                                         |
| 1964                                                                               | 0                                         | 0                                         | 0                                         | 0                                         |                                           |      | 1964                                      | –                                         | –                                         | –                                         | –                                         | –                                         |
| 1968                                                                               | 0                                         | 1                                         | 0                                         | 1                                         | 39                                        |      | 1968                                      | –                                         | –                                         | –                                         | –                                         | –                                         |
| 1972                                                                               | 0                                         | 0                                         | 1                                         | 1                                         | 43                                        |      | 1972                                      | –                                         | –                                         | –                                         | –                                         | –                                         |
| 1976                                                                               | 1                                         | 1                                         | 0                                         | 2                                         | 21                                        |      | 1976                                      | –                                         | –                                         | –                                         | –                                         | –                                         |
| 1980                                                                               | 0                                         | 0                                         | 3                                         | 3                                         | 34                                        |      | 1980                                      | –                                         | –                                         | –                                         | –                                         | –                                         |
| 1984                                                                               | 0                                         | 1                                         | 2                                         | 3                                         | 28                                        |      | 1984                                      | –                                         | –                                         | –                                         | –                                         | –                                         |
| 1988                                                                               | 0                                         | 2                                         | 0                                         | 2                                         | 34                                        |      | 1988                                      | 0                                         | 0                                         | 0                                         | 0                                         |                                           |
| 1992                                                                               | 0                                         | 3                                         | 1                                         | 4                                         | 38                                        |      | 1992                                      | 0                                         | 0                                         | 0                                         | 0                                         |                                           |
| 1996                                                                               | 1                                         | 3                                         | 2                                         | 6                                         | 39                                        |      | 1994                                      | 0                                         | 0                                         | 0                                         | 0                                         |                                           |
| 2000                                                                               | 0                                         | 6                                         | 3                                         | 9                                         | 53                                        |      | 1998                                      | 0                                         | 0                                         | 0                                         | 0                                         |                                           |
| 2004                                                                               | 2                                         | 1                                         | 2                                         | 5                                         | 34                                        |      | 2002                                      | 0                                         | 0                                         | 0                                         | 0                                         |                                           |
| 2008                                                                               | 5                                         | 4                                         | 2                                         | 11                                        | 14                                        |      | 2006                                      | –                                         | –                                         | –                                         | –                                         | –                                         |
| 2012                                                                               | 4                                         | 5                                         | 4                                         | 13                                        | 18                                        |      | 2010                                      | 0                                         | 0                                         | 0                                         | 0                                         |                                           |
| 2016                                                                               | 6                                         | 3                                         | 2                                         | 11                                        | 16                                        |      | 2014                                      | 0                                         | 0                                         | 0                                         | 0                                         |                                           |
| 2020                                                                               | 4                                         | 1                                         | 4                                         | 9                                         | 21                                        |      | 2018                                      | 0                                         | 0                                         | 0                                         | 0                                         |                                           |
| 2024                                                                               | 1                                         | 3                                         | 2                                         | 6                                         | 44                                        |      | 2022                                      | 0                                         | 0                                         | 0                                         | 0                                         |                                           |
| Gesamt                                                                             | 27                                        | 39                                        | 28                                        | 94                                        |                                           |      | Gesamt                                    | 0                                         | 0                                         | 0                                         | 0                                         |                                           |
| \| \| Gold \| Silber \| Bronze \| Gesamt \| \| Ges. S+W \| 27 \| 39 \| 28 \| 94 \| |                                           |                                           |                                           |                                           |                                           |      |                                           |                                           |                                           |                                           |                                           |                                           |
|                                                                                    | Gold                                      | Silber                                    | Bronze                                    | Gesamt                                    |                                           |      |                                           |                                           |                                           |                                           |                                           |                                           |
| Ges. S+W                                                                           | 27                                        | 39                                        | 28                                        | 94                                        |                                           |      |                                           |                                           |                                           |                                           |                                           |                                           |

## Medaillengewinner

### Einzelsportler
- Nathon Allen – Leichtathletik (0-1-0)
eine Silbermedaille mit der 4 × 400-m-Staffel 2016 (siehe Unterpunkt Mannschaft)
- Nickel Ashmeade – Leichtathletik (1-0-0)
eine Goldmedaille mit der 4 × 100-m-Staffel 2016 (siehe Unterpunkt Mannschaft)
- James Beckford – Leichtathletik (0-1-0)
Athen 1996: Silber, Weitsprung
- Yohan Blake – Leichtathletik (2-2-0)
London 2012: Silber, 100 m
London 2012: Silber, 200 m
eine Goldmedaille mit der 4 × 100-m-Staffel 2012 (siehe Unterpunkt Mannschaft)
eine Goldmedaille mit der 4 × 100-m-Staffel 2016 (siehe Unterpunkt Mannschaft)
- Usain Bolt – Leichtathletik (8-0-0)
Peking 2008: Gold, 100 m
Peking 2008: Gold, 200 m
London 2012: Gold, 100 m
London 2012: Gold, 200 m
Rio de Janeiro 2016: Gold, 100 m
Rio de Janeiro 2016: Gold, 200 m
eine Goldmedaille mit der 4 × 100-m-Staffel 2012 (siehe Unterpunkt Mannschaft)
eine Goldmedaille mit der 4 × 100-m-Staffel 2016 (siehe Unterpunkt Mannschaft)
- Rasheed Broadbell – Leichtathletik (0-0-1)
Paris 2024: Bronze, 110 m Hürden
- Junelle Bromfield – Leichtathletik (0-0-1)
eine Bronzemedaille mit der 4 × 400-m-Staffel 2020 (siehe Unterpunkt Mannschaft)
- Aaron Brown – Leichtathletik (0-1-0)
eine Silbermedaille mit der 4 × 400-m-Staffel 2016 (siehe Unterpunkt Mannschaft)
- Remona Burchell – Leichtathletik (1-0-0)
eine Goldmedaille mit der 4 × 100-m-Staffel 2020 (siehe Unterpunkt Mannschaft)
- Rajindra Campbell – Leichtathletik (0-0-1)
Paris 2024: Bronze, Kugel, Männer
- Veronica Campbell-Brown – Leichtathletik (3-3-2)
Athen 2004: Bronze, 100 m
Athen 2004: Gold, 200 m
Peking 2008: Gold, 200 m
London 2012: Bronze, 100 m
eine Silbermedaille mit der 4 × 100-m-Staffel 2000 (siehe Unterpunkt Mannschaft)
eine Goldmedaille mit der 4 × 100-m-Staffel 2004 (siehe Unterpunkt Mannschaft)
eine Silbermedaille mit der 4 × 100-m-Staffel 2012 (siehe Unterpunkt Mannschaft)
eine Silbermedaille mit der 4 × 100-m-Staffel 2016 (siehe Unterpunkt Mannschaft)
- Juliet Cuthbert – Leichtathletik (0-2-1)
Barcelona 1992: Silber, 100 m
Barcelona 1992: Silber, 200 m
eine Bronzemedaille mit der 4 × 100-m-Staffel 1996 (siehe Unterpunkt Mannschaft)
- Fitzroy Dunkley – Leichtathletik (0-1-0)
eine Silbermedaille mit der 4 × 400-m-Staffel 2016 (siehe Unterpunkt Mannschaft)
- Lorraine Graham – Leichtathletik (0-2-0)
Sydney 2000: Silber, 400 m
eine Silbermedaille mit der 4 × 400-m-Staffel 2000 (siehe Unterpunkt Mannschaft)
- Javon Francis – Leichtathletik (0-1-0)
eine Silbermedaille mit der 4 × 400-m-Staffel 2016 (siehe Unterpunkt Mannschaft)
- Shelly-Ann Fraser-Pryce – Leichtathletik (3-4-1)
Peking 2008: Gold, 100 m
London 2012: Gold, 100 m
London 2012: Silber, 200 m
Rio de Janeiro 2016: Bronze, 100 m
Tokio 2020: Silber, 100 m
eine Silbermedaille mit der 4 × 100-m-Staffel 2012 (siehe Unterpunkt Mannschaft)
eine Silbermedaille mit der 4 × 100-m-Staffel 2016 (siehe Unterpunkt Mannschaft)
eine Goldmedaille mit der 4 × 100-m-Staffel 2020 (siehe Unterpunkt Mannschaft)
- Winthrop Graham – Leichtathletik (0-2-0)
Barcelona 1992: Silber, 400 m Hürden
eine Silbermedaille mit der 4 × 400-m-Staffel 1988 (siehe Unterpunkt Mannschaft)
- Chelsea Hammond – Leichtathletik (0-1-0)
Barcelona 1992: Silber, Weitsprung
- Greg Haughton – Leichtathletik (0-1-2)
Sydney 2000: Bronze, 400 m
eine Bronzemedaille mit der 4 × 400-m-Staffel 1996 (siehe Unterpunkt Mannschaft)
eine Silbermedaille mit der 4 × 400-m-Staffel 2000 (siehe Unterpunkt Mannschaft)
- Deon Hemmings – Leichtathletik (1-2-0)
Atlanta 1996: Gold, 400 m Hürden
Sydney 2000: Silber, 400 m Hürden
eine Silbermedaille mit der 4 × 400-m-Staffel 2000 (siehe Unterpunkt Mannschaft)
- Grace Jackson – Leichtathletik (0-1-0)
Seoul 1988: Silber, 200 m
- Shericka Jackson – Leichtathletik (1-0-3)
Rio de Janeiro 2016: Bronze, 400 m
Tokio 2020: Bronze, 100 m
eine Goldmedaille mit der 4 × 100-m-Staffel 2020 (siehe Unterpunkt Mannschaft)
eine Bronzemedaille mit der 4 × 400-m-Staffel 2020 (siehe Unterpunkt Mannschaft)
- Tayna Lawrence – Leichtathletik (1-2-0)
Sydney 2000: Silber, 100 m
eine Silbermedaille mit der 4 × 100-m-Staffel 2000 (siehe Unterpunkt Mannschaft)
eine Goldmedaille mit der 4 × 100-m-Staffel 2004 (siehe Unterpunkt Mannschaft)
- Ronald Levy – Leichtathletik (0-0-1)
Tokio 2020: Bronze, 110 m Hürden
- Peter Matthews – Leichtathletik (0-1-0)
eine Silbermedaille mit der 4 × 400-m-Staffel 2016 (siehe Unterpunkt Mannschaft)
- Beverly McDonald – Leichtathletik (1-1-1)
Sydney 2000: Bronze, 200 m
eine Silbermedaille mit der 4 × 100-m-Staffel 2000 (siehe Unterpunkt Mannschaft)
eine Goldmedaille mit der 4 × 100-m-Staffel 2004 (siehe Unterpunkt Mannschaft)
- Danny McFarlane – Leichtathletik (0-2-0)
Athen 2004: Silber, 400 m Hürden
eine Silbermedaille mit der 4 × 400-m-Staffel 2000 (siehe Unterpunkt Mannschaft)
- Roneisha McGregor – Leichtathletik (0-0-1)
eine Bronzemedaille mit der 4 × 400-m-Staffel 2020 (siehe Unterpunkt Mannschaft)
- Herb McKenley – Leichtathletik (1-3-0)
London 1948: Silber, 400 m
Helsinki 1952: Silber, 100 m
Helsinki 1952: Silber, 400 m
eine Goldmedaille mit der 4 × 400-m-Staffel 1952 (siehe Unterpunkt Mannschaft)
- Anneisha McLaughlin-Whilby – Leichtathletik (0-1-0)
eine Silbermedaille mit der 4 × 400-m-Staffel 2016 (siehe Unterpunkt Mannschaft)
- Omar McLeod – Leichtathletik (1-0-0)
Rio de Janeiro 2016: Silber, 110 m Hürden, Männer
- Stephanie McPherson – Leichtathletik (0-1-0)
eine Silbermedaille mit der 4 × 400-m-Staffel 2016 (siehe Unterpunkt Mannschaft)
- Lennox Miller – Leichtathletik (0-1-1)
Mexiko-Stadt 1968: Silber, 100 m
München 1972: Bronze, 100 m
- Natasha Morrison – Leichtathletik (1-0-0)
eine Goldmedaille mit der 4 × 100-m-Staffel 2020 (siehe Unterpunkt Mannschaft)
- Merlene Ottey – Leichtathletik (0-3-6)
Moskau 1980: Bronze, 200 m
Los Angeles 1984: Bronze, 100 m
Los Angeles 1984: Bronze, 200 m
Barcelona 1992: Bronze, 200 m
Atlanta 1996: Silber, 100 m
Atlanta 1996: Silber, 200 m
Sydney 2000: Bronze, 100 m
eine Bronzemedaille mit der 4 × 100-m-Staffel 1996 (siehe Unterpunkt Mannschaft)
eine Silbermedaille mit der 4 × 100-m-Staffel 2000 (siehe Unterpunkt Mannschaft)
- Hansle Parchment – Leichtathletik (1-0-1)
London 2012: Bronze, 110 m Hürden
Tokio 2020: Gold, 110 m Hürden
- Wayne Pinnock – Leichtathletik (0-1-0)
Paris 2024: Silber, Weit, Männer
- Asafa Powell – Leichtathletik (1-0-0)
eine Goldmedaille mit der 4 × 100-m-Staffel 2016 (siehe Unterpunkt Mannschaft)
- Donald Quarrie – Leichtathletik (1-2-1)
Montreal 1976: Gold, 200 m
Montreal 1976: Silber, 100 m
Moskau 1980: Bronze, 200 m
eine Silbermedaille 1984 mit der 4 × 100-m-Staffel (siehe Unterpunkt Mannschaft)
- George Rhoden – Leichtathletik (2-0-0)
Helsinki 1952: Gold, 400 m
eine Goldmedaille mit der 4 × 400-m-Staffel 1952 (siehe Unterpunkt Mannschaft)
- Shanieka Ricketts – Leichtathletik (0-1-0)
Paris 2024: Silber, Drei, Frauen
- Janieve Russell – Leichtathletik (0-0-1)
eine Bronzemedaille mit der 4 × 400-m-Staffel 2020 (siehe Unterpunkt Mannschaft)
- Sherone Simpson – Leichtathletik (1-2-0)
Peking 2008: Silber, 100 m
eine Goldmedaille mit der 4 × 100-m-Staffel 2004 (siehe Unterpunkt Mannschaft)
eine Silbermedaille mit der 4 × 100-m-Staffel 2012 (siehe Unterpunkt Mannschaft)
- Kaliese Spencer – Leichtathletik (0-0-1)
London 2012: Bronze, 400 m Hürden
- Kerron Stewart – Leichtathletik (0-2-0)
Peking 2008: Silber, 100 m
eine Silbermedaille mit der 4 × 100-m-Staffel 2012 (siehe Unterpunkt Mannschaft)
- Rojé Stona – Leichtathletik (1-0-0)
Paris 2024: Gold, Diskus, Männer
- Megan Tapper – Leichtathletik (0-0-1)
Tokio 2020: Bronze, 110 m Hürden
- Kishane Thompson – Leichtathletik (0-1-0)
Paris 2024: Silber, 100 m, Männer
- Elaine Thompson-Herah – Leichtathletik (5-1-0)
Rio de Janeiro 2016: Gold, 100 m, Frauen
Rio de Janeiro 2016: Gold, 200 m, Frauen
Tokio 2020: Gold, 100 m, Frauen
Tokio 2020: Gold, 200 m, Frauen
eine Silbermedaille mit der 4 × 100-m-Staffel 2016 (siehe Unterpunkt Mannschaft)
eine Goldmedaille mit der 4 × 100-m-Staffel 2020 (siehe Unterpunkt Mannschaft)
- Melaine Walker – Leichtathletik (1-0-0)
Peking 2008: Gold, 400 m Hürden
- Warren Weir – Leichtathletik (0-0-1)
London 2012: Bronze, 200 m
- David Weller – Radsport (0-0-1)
Moskau 1980: Bronze, 1000 m Zeitfahren Herren
- Briana Williams – Leichtathletik (1-0-0)
eine Goldmedaille mit der 4 × 100-m-Staffel 2020 (siehe Unterpunkt Mannschaft)
- Christania Williams – Leichtathletik (0-1-0)
eine Silbermedaille mit der 4 × 100-m-Staffel 2016 (siehe Unterpunkt Mannschaft)
- Novlene Williams-Mills – Leichtathletik (0-2-0)
eine Silbermedaille mit der 4 × 400-m-Staffel 2012 (siehe Unterpunkt Mannschaft)
eine Silbermedaille mit der 4 × 400-m-Staffel 2016 (siehe Unterpunkt Mannschaft)
- Shericka Williams – Leichtathletik (0-2-2)
Peking 2008: Silber, 400 m
eine Bronzemedaille mit der 4 × 400-m-Staffel 2008 (siehe Unterpunkt Mannschaft)
eine Silbermedaille mit der 4 × 400-m-Staffel 2012 (siehe Unterpunkt Mannschaft)
eine Silbermedaille mit der 4 × 400-m-Staffel 2016 (siehe Unterpunkt Mannschaft)
- Stacey-Ann Williams – Leichtathletik (0-0-1)
eine Bronzemedaille mit der 4 × 400-m-Staffel 2020 (siehe Unterpunkt Mannschaft)
- Arthur Wint – Leichtathletik (2-2-0)
London 1948: Gold, 400 m
London 1948: Silber, 800 m
Helsinki 1952: Silber, 800 m
eine Goldmedaille mit der 4 × 400-m-Staffel 1952 (siehe Unterpunkt Mannschaft)

### Mannschaftssportarten
- Leichtathletik
Helsinki 1952: Gold, 4 × 400-m-Staffel (Arthur Wint, Leslie Laing, Herb McKenley, George Rhoden)
Los Angeles 1984: Silber, 4 × 100-m-Staffel (Albert Lawrence, Greg Meghoo, Donald Quarrie, Raymond Stewart)
Seoul 1988: Silber, 4 × 400-m-Staffel (Howard Davis, Devon Morris, Winthrop Graham, Bert Cameron)
Atlanta 1996: Bronze, 4 × 100-m-Staffel (Michelle Freeman, Juliet Cuthbert, Nikole Mitchell, Merlene Ottey, Gillian Russell, Andrea Lloyd)
Atlanta 1996: Bronze, 4 × 400-m-Staffel (Greg Haughton, Michael McDonald, Roxbert Martin, Davian Clarke, Dennis Blake, Garth Robinson)
Sydney 2000: Silber, 4 × 100-m-Staffel (Merlene Frazer, Tayna Lawrence, Veronica Campbell, Beverly McDonald, Merlene Ottey)
Sydney 2000: Silber, 4 × 400-m-Staffel (Sandie Richards, Catherine Scott-Pomales, Deon Hemmings, Lorraine Graham, Charmaine Howell, Michelle Burgher)
Sydney 2000: Bronze, 4 × 400-m-Staffel (Michael Blackwood, Greg Haughton, Christopher Williams, Danny McFarlane, Sanjay Ayre, Michael McDonald)
Athen 2004: Gold, 4 × 100-m-Staffel (Tayna Lawrence, Sherone Simpson, Aleen Bailey, Veronica Campbell, Beverly McDonald)
Athen 2004: Bronze, 4 × 400-m-Staffel (Ronetta Smith, Novlene Williams-Mills, Nadia Davy, Sandie Richards, Michelle Burgher)
Peking 2008: Silber, 4 × 400-m-Staffel (Shericka Williams, Shereefa Lloyd, Rosemarie Whyte, Novlene Williams-Mills, Bobby-Gaye Wilkins)
London 2012: Gold, 4 × 100-m-Staffel (Nesta Carter, Michael Frater, Yohan Blake, Usain Bolt, Kemar Bailey-Cole)
London 2012: Silber, 4 × 100-m-Staffel (Shelly-Ann Fraser-Pryce, Sherone Simpson, Veronica Campbell-Brown, Kerron Stewart, Samantha Henry-Robinson, Schillonie Calvert)
London 2012: Silber, 4 × 400-m-Staffel (Christine Day, Rosemarie Whyte, Shericka Williams, Novlene Williams-Mills, Shereefa Lloyd)
Rio de Janeiro 2016: Gold, 4 × 100-m-Staffel (Asafa Powell, Nickel Ashmeade, Yohan Blake, Usain Bolt)
Rio de Janeiro 2016: Silber, 4 × 400-m-Staffel (Nathon Allen, Fitzroy Dunkley, Javon Francis, Peter Matthews)
Rio de Janeiro 2016: Silber, 4 × 100-m-Staffel (Christania Williams, Elaine Thompson, Veronica Campbell-Brown, Shelly-Ann Fraser-Pryce)
Rio de Janeiro 2016: Silber, 4 × 400-m-Staffel (Shericka Jackson, Stephanie McPherson, Anneisha McLaughlin-Whilby, Novlene Williams-Mills)
Tokio 2020: Gold, 4 × 100-m-Staffel (Remona Burchell, Shelly-Ann Fraser-Pryce, Shericka Jackson, Natasha Morrison, Elaine Thompson-Herah, Briana Williams)
Tokio 2020: Bronze, 4 × 400-m-Staffel (Junelle Bromfield, Shericka Jackson, Roneisha McGregor, Janieve Russell, Stacey-Ann Williams)